# Подстанция
Електрическата подстанция e електрическо съоръжение, предназначено за преобразуване и разпределение на електрическата енергия. Подстанцията може да се захранва от електрически генератор в близка електроцентрала, а също и от друга подстанция. Повечето подстанции са базисен възел и обикновено разпределят електроенергия на средно напрежение с големи мощности за голям регион. Системата съдържа трансформатори или други преобразуватели на електрическа енергия, релейна защита, разпределителни уредби, силови прекъсвачи и помощни устройства.

## Устройство
Основни елементи:
- силови трансформатори, автотрансформатори
- въвеждащи конструкции за електрическите далекопроводи
- открити и закрити разпределителни шини
- система за собствено захранване
- система за релейна защита и автоматика (плюс телемеханично управление, отчитане на електроенергия и пр.)[2]
- система за заземяване
- мълниезащита
- подпомагащи и аварийни системи (вентилации, пожарни аларми и други)
- битови помещения и складове

## Видове
Делят се на няколко вида:
- функционални
  - трансформаторни
  - преобразувателни
- според значението в системата на електроснабдяване
  - понижаващи подстанции
  - повишаващи
  - тягови подстанции
- по място и начин на присъединяване
  - последни
  - ответни
  - проходни
  - възлови
- по начин на монтаж
  - открити
  - закрити